# Nockalmstrasse

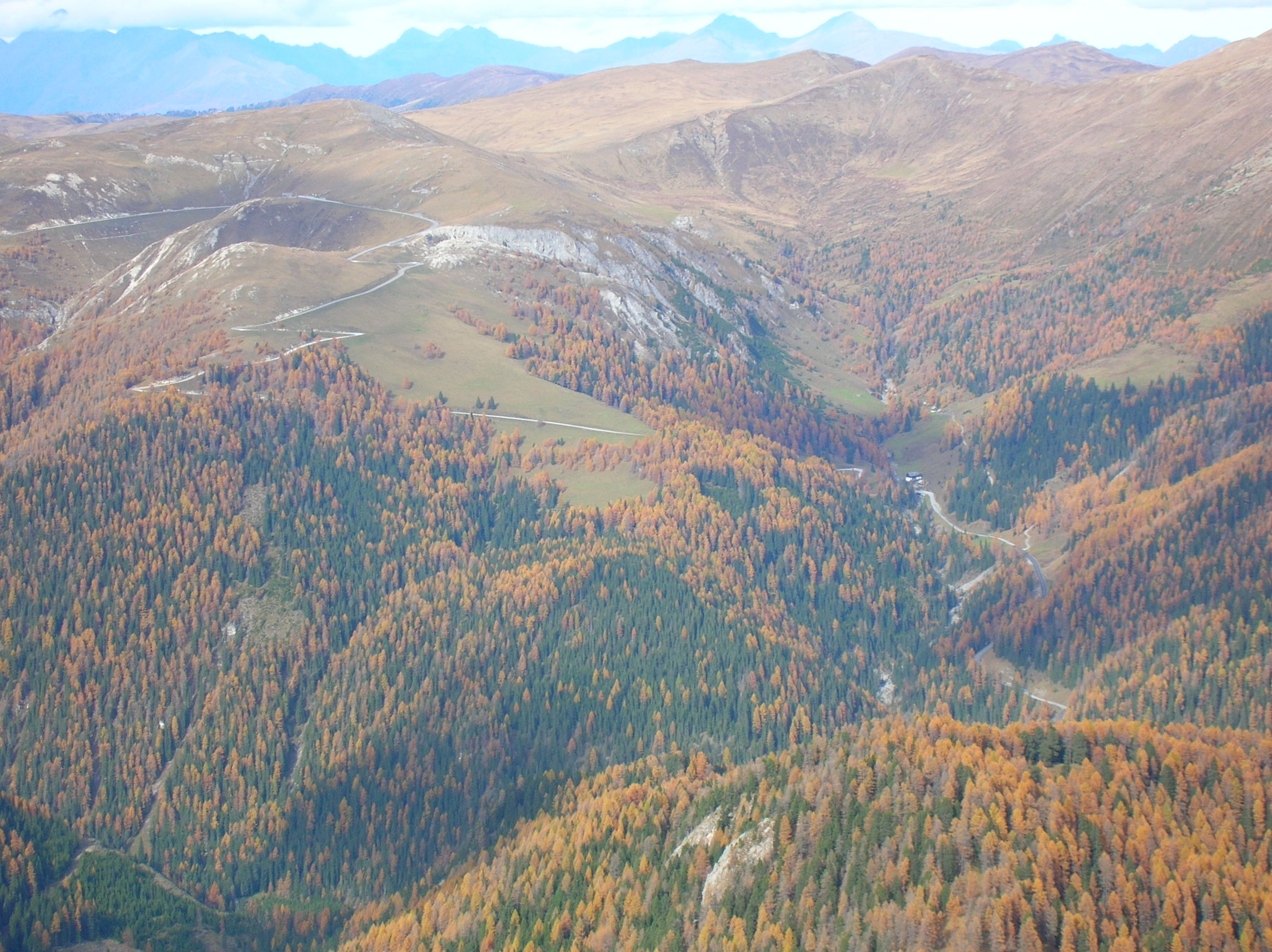
Nockalmstrasse

Nockalmstrasse je zpoplatněná vysokohorská silnice v Rakousku, ve spolkové zemi Korutany. Spojuje obce Innerkrems a Ebene Reichenau. Nejvyšším místem je průsmyk Eisentalhöhe (2 040 m n. m.).

## Historie
V roce 1971 bylo rozhodnuto Korutanskou zemskou vládou o stavbě Nockalmské silnice. Silnice měla jednak spojit rozestavěnou Taurskou dálnici (A 10) s údolím Liesertal a také zlepšit spojení regionu Nockberge s centrální části spolkové země. Předpokládalo se také, že dojde k rozšíření turismu do oblasti Nockberge a tím měla silnice napomoci rozvoji lesnictví a hospodaření na horských pastvinách. Dokončena byla v roce 1981.

## Popis

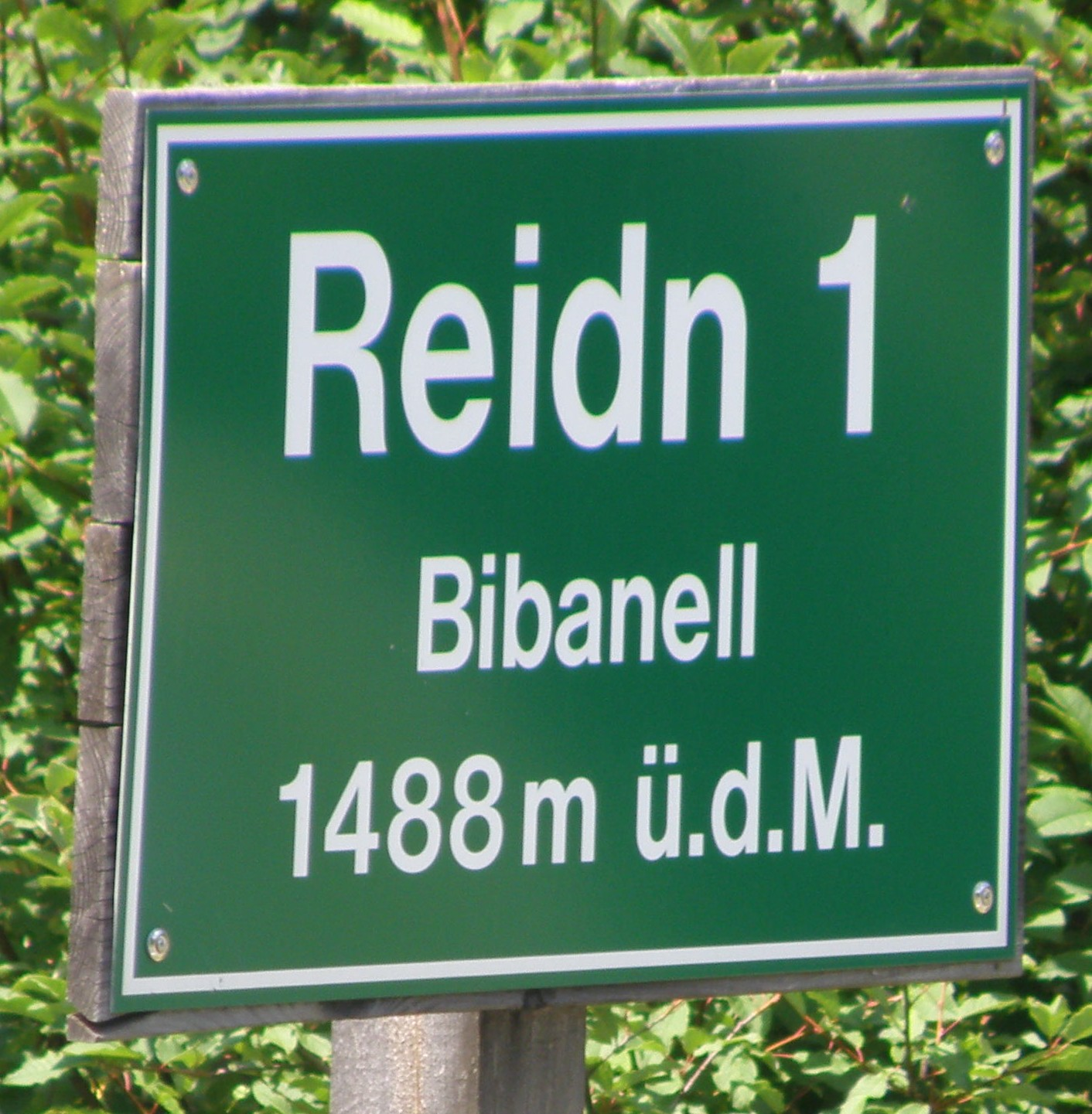
Popisy zatáček

Silnice je dlouhá 35 km a je na ní celkem 52 ostrých zatáček, maximální stoupání je 12 %. Od městečka Innerkrems stoupá z 1 500 m n. m. až do svého nejvyššího bodu, kterým je průsmyk Eisentalhöhe s nadmořskou výškou 2 049 m n. m. a pak sestupuje do výšky 1 095 m n. m. v Ebene Reichenau.
Každá zatáčka je označena cedulí obsahující slovo „Reidn“, což je výraz pro ostrou zatáčku v korutanském nářečí, pořadové číslo zatáčky, její název a nadmořskou výšku. Od roku 2006 jsou pojmenovány jednotlivé zatáčky podle místních rostlin a jsou uvedeny rovněž v korutanském nářečí.

## Dostupnost
Silnice je určena pro pěší, cyklisty, motorkáře, osobní automobily a autobusy. Zakázán je vjezd vozidlům s obytným přívěsem. Silnice je otevřena pouze od května do října a je zpoplatněná, přičemž cena zahrnuje nejen samotný průjezd, ale i letáček s informacemi a bezplatné parkování. 

## Zastávky

### Nockalmhof (1700 m n. m.)
Jedno z prvních parkovišť jen 3 km od Innerkremsu je dobrým východištěm pro turisty. Je zde umístěno několik informačních tabulí věnovaných historii těžby železné rudy v Innerkremsu a okolí, doplněná exponáty různých druhů rud. Pro děti je určen „Netopýří dům“, což je interaktivní výstavka věnovaná netopýrům a jejich životu.

### Pfandelhütte (1860 m n. m.)
V prvním patře se nachází výstava s názvem „V říši svišťů“, která je věnována těmto alpským hlodavcům a dalším zvířatům žijícím v této krajině.

### Zechneralm (1900 m n. m.)
Muzeum hospodaření na horských pastvinách přibližuje návštěvníkům práci a život našich předků. V obchodě lze koupit místní zemědělské výrobky.

### Eisentalhöhe (2049 m n. m.)
Jedná se o nejvyšší bod nockalmské silnice a proto je zde umístěna vyhlídková plošina se třemi panoramatickými tabulemi, na kterých jsou označeny nejvýznačnější viditelné vrcholy.

### Karlbad (1693 m n. m.)
Starobylé lázně, které nabízejí dodnes původní lázeňské metody. Pramenitá voda z Karlquelle se přivádí do dřevěných van a s pomocí rozžhavených kamenů se ohřívá asi na 40 °C. 

### Glockenhütte (2004 m n. m.)
Farmářský trh nabízí místní lahůdky. Za nejvýše položenou chatou se nachází „Zvon přání“.

### Windebensee (1950 m n. m.)
Kolem malebného jezírka vede naučná stezka „Alpská živočišná společenství“, která na mnoha informačních tabulích přibližuje alpské rostliny a živočichy.

## Galerie

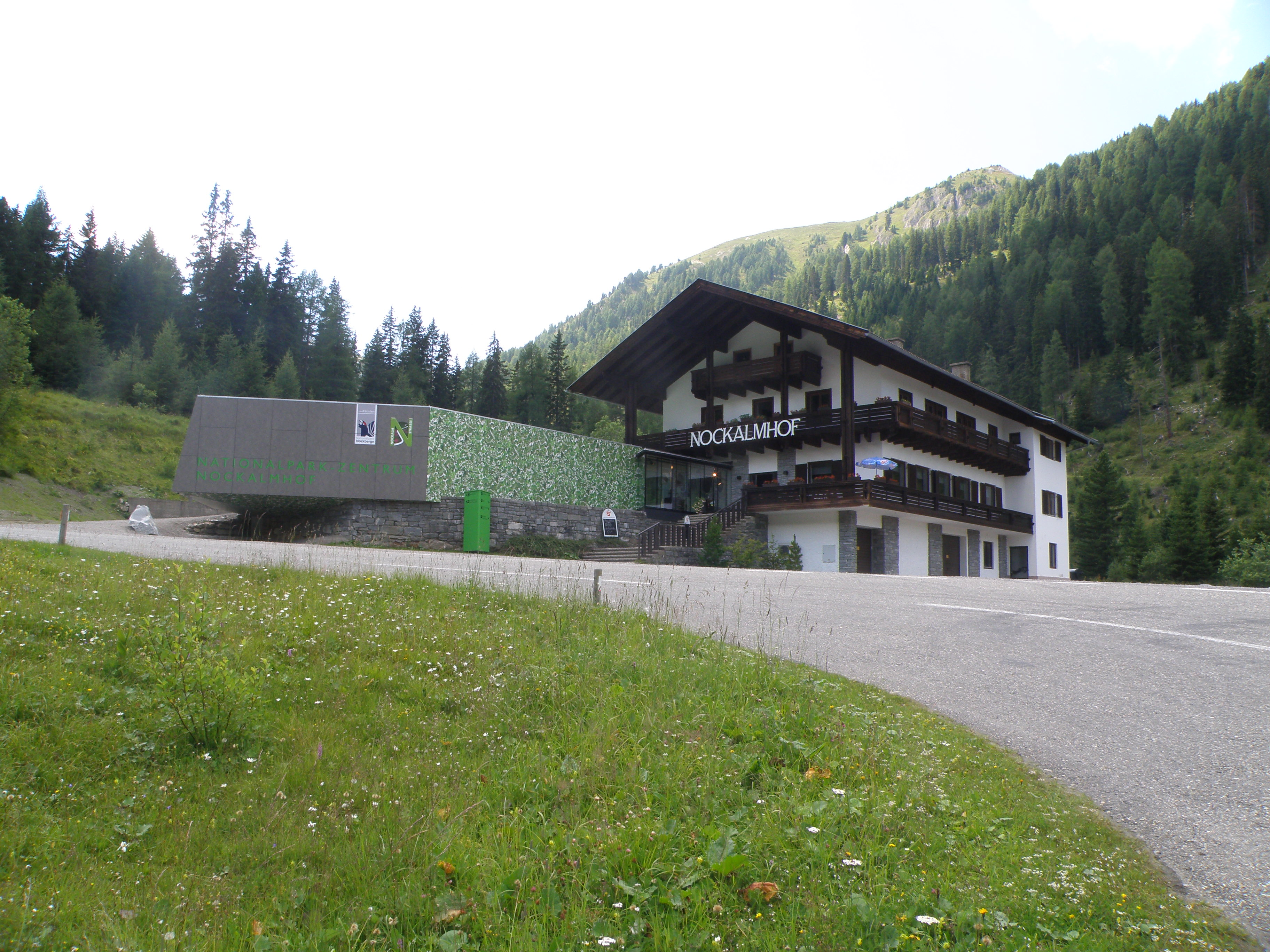
Zastávka Nockalmhof
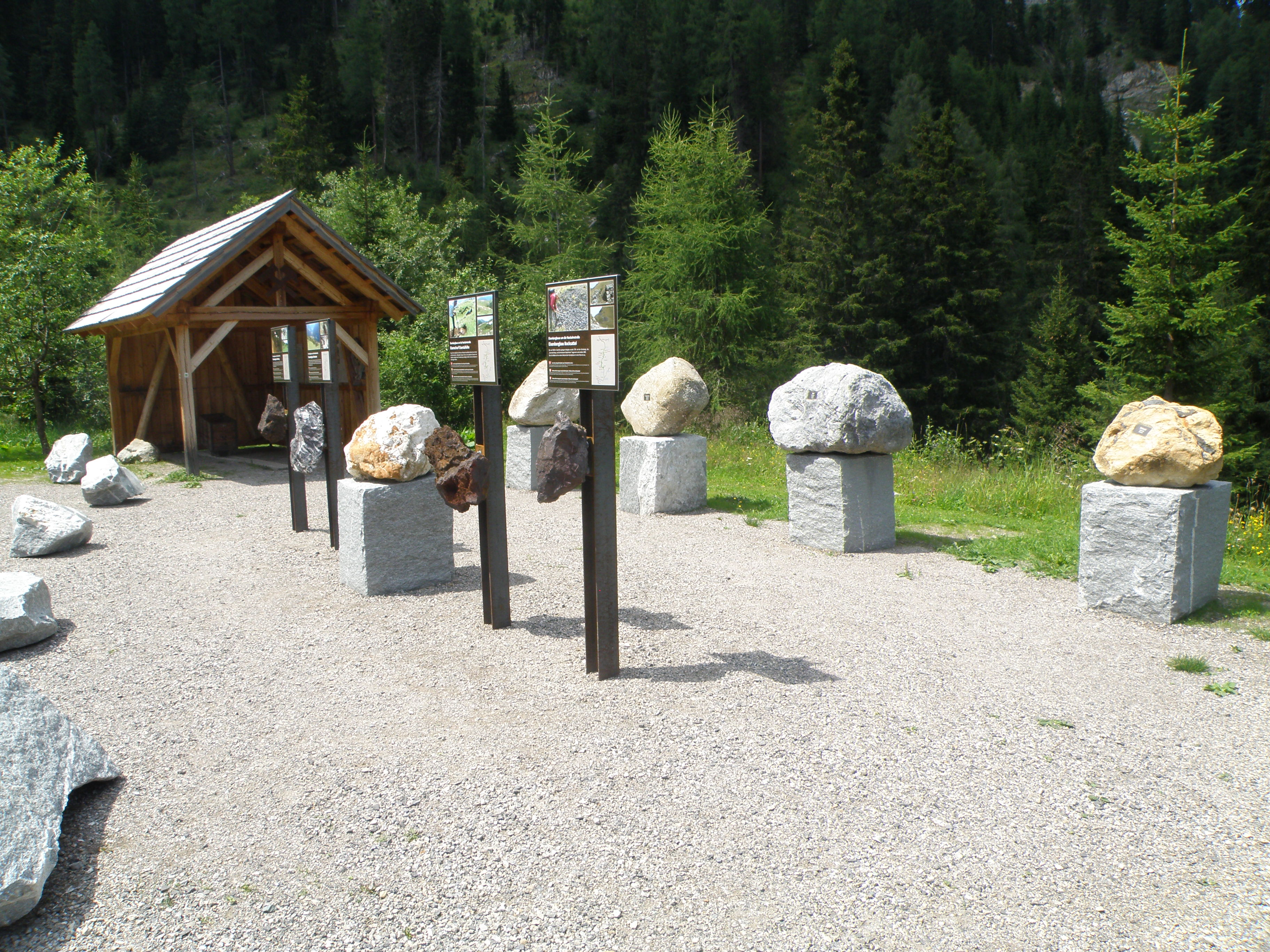
Ukázky hornin
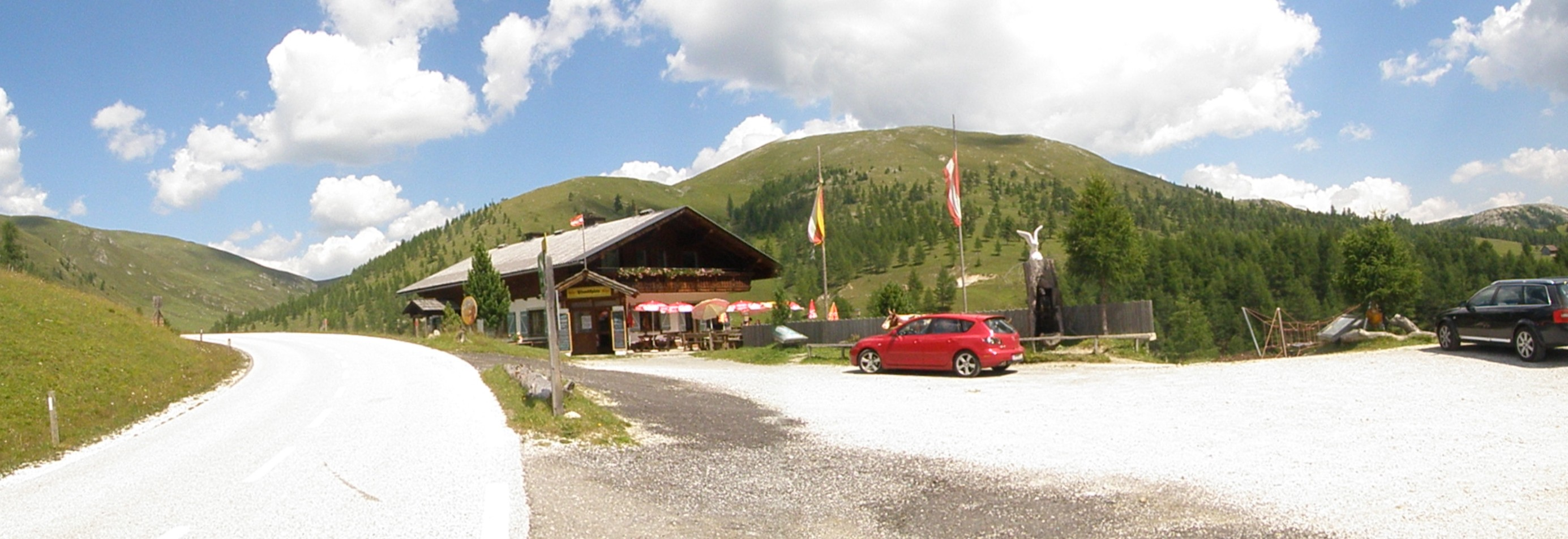
Zastávka Pfandelhütte
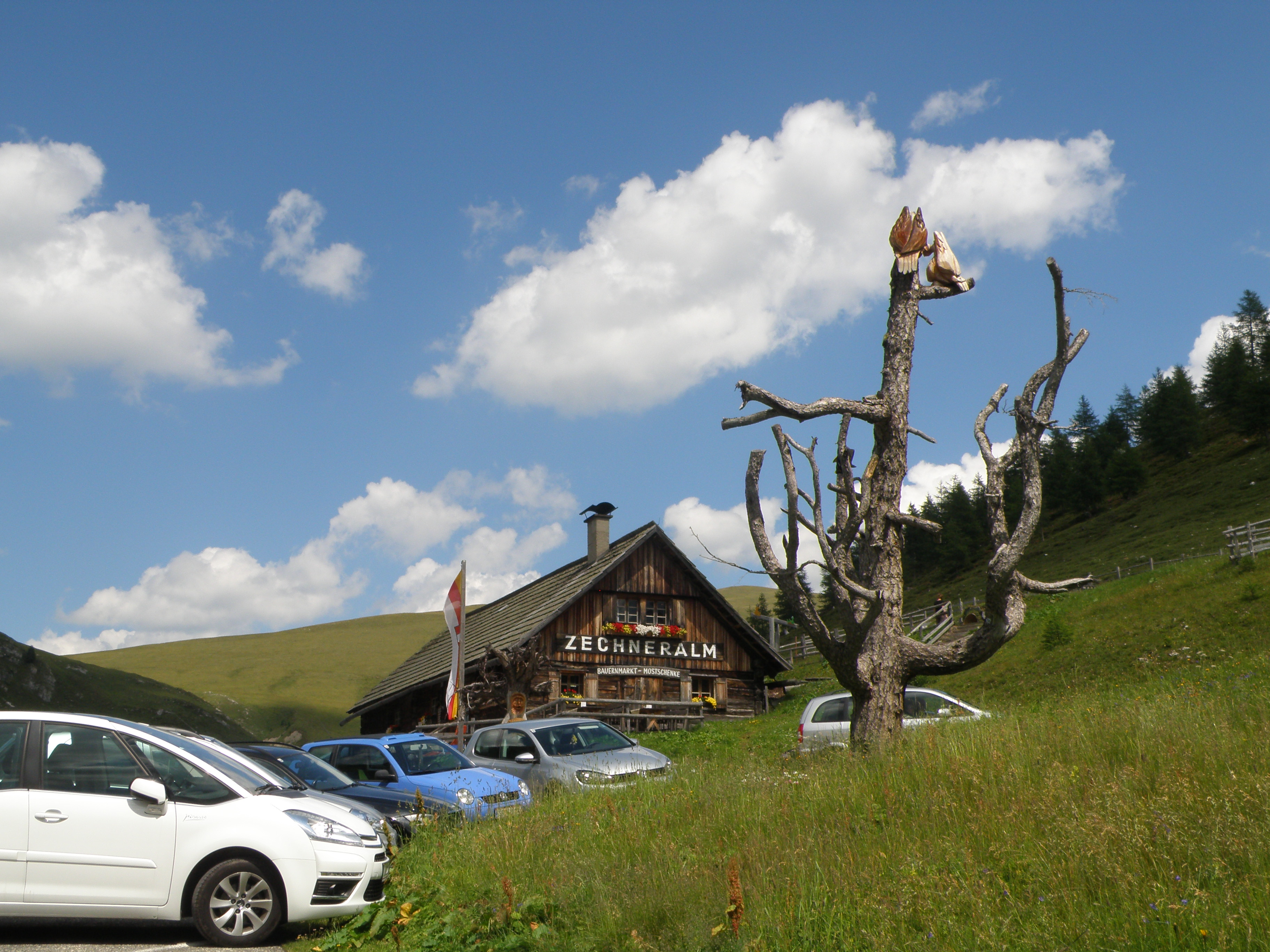
Zastávka Zechneralm
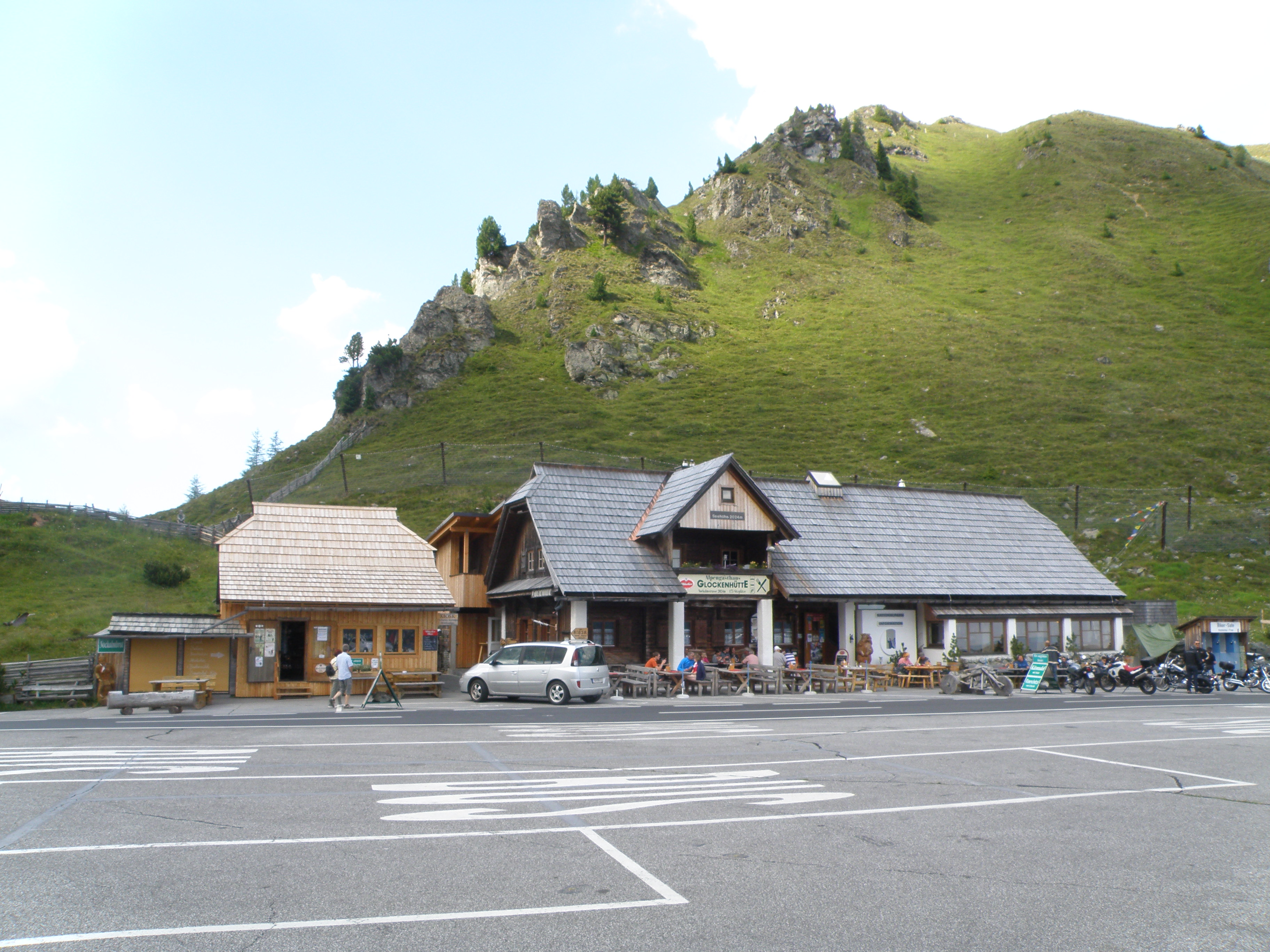
Zastávka Glockenhütte
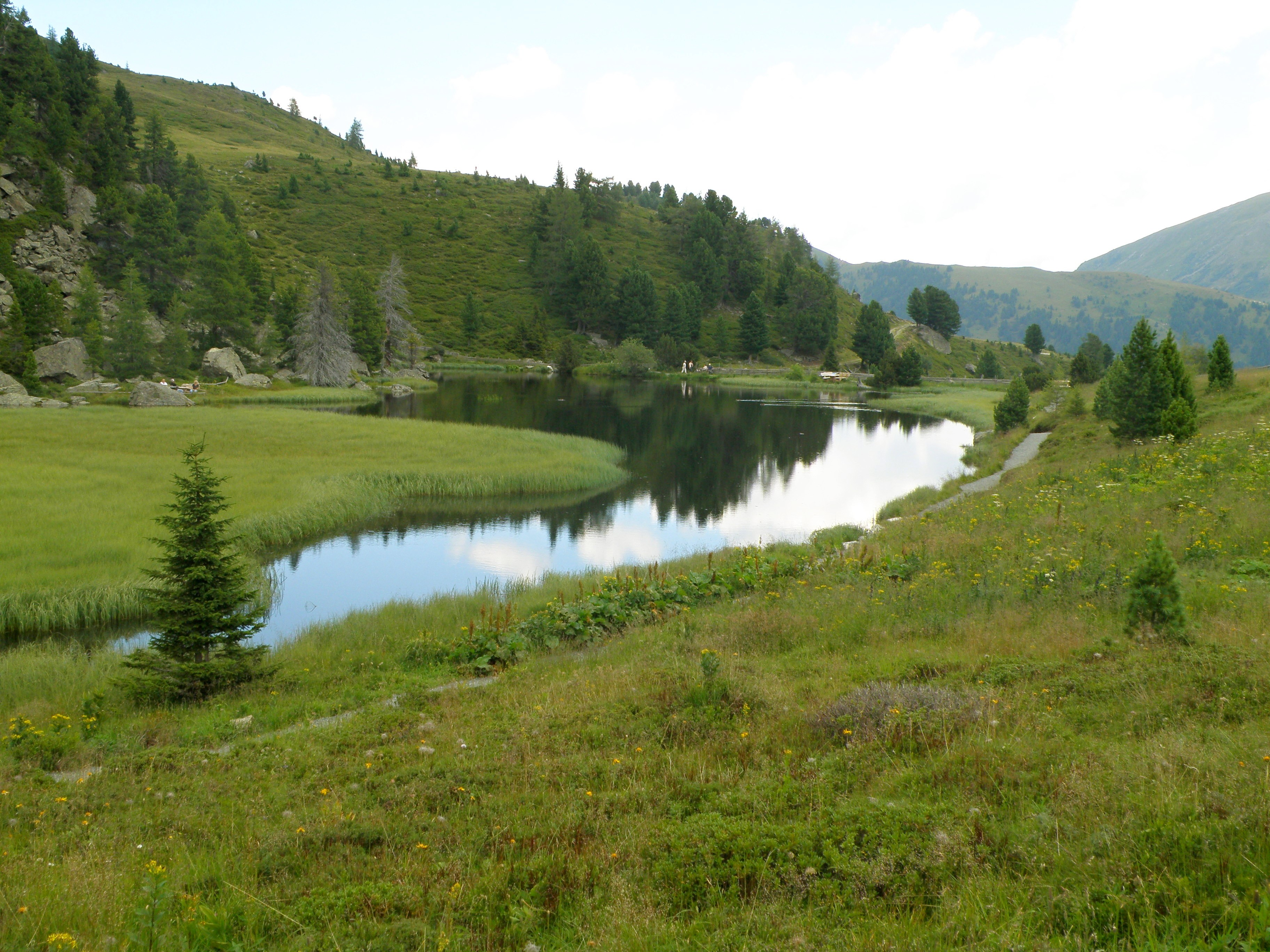
Windebensee – naučná stezka
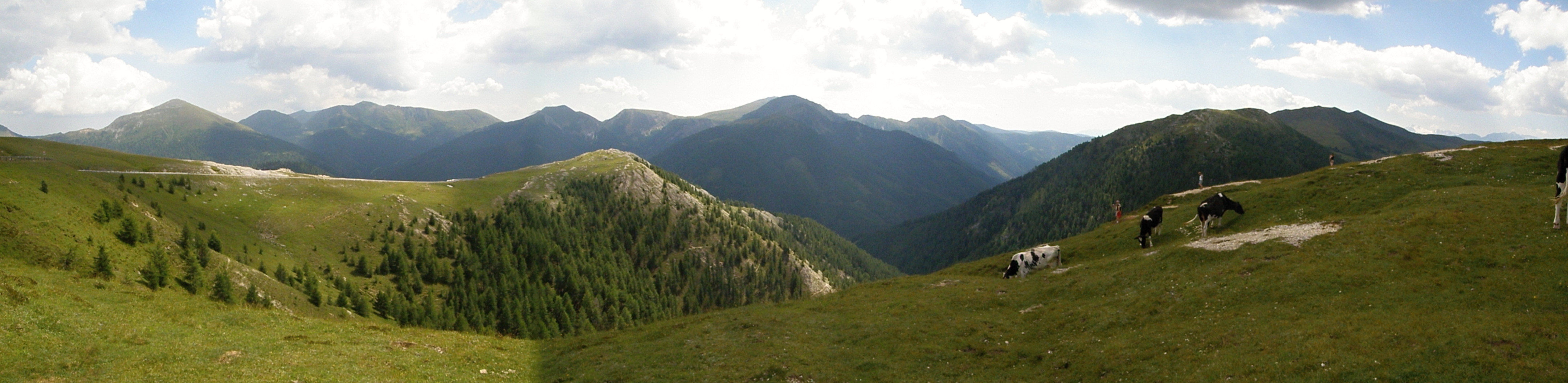
Výhled z nejvyššího bodu silnice Eisentalhöhe